# Paschalis Staikos
Paschalis Staikos (Drama, 2 de agosto de 1996) é um futebolista profissional grego que atua como meia.

## Carreira
Paschalis Staikos começou a carreira no Panathinaikos.